# 496 p.n.e.
| [ Edytuj tabelę ] |                                                                       |
| Władca Chin       | - 520 p.n.e. Jingwang 476 p.n.e.                                      |
| Król Kartaginy    | - 510 p.n.e. Hamilkar Magonida 480 p.n.e.                             |
| Król Macedonii    | - 498 p.n.e. Aleksander I 454 p.n.e.                                  |
| Władca Persji     | - 522 p.n.e. Dariusz Wielki 486 p.n.e.                                |
| Król Sparty       | - 520 p.n.e. Kleomenes I 490 p.n.e. - 515 p.n.e. Demaratos 491 p.n.e. |
| Król Syngalezów   | - 504 p.n.e. Panduvasdeva 474 p.n.e.                                  |

Rok 496 p.n.e.
stulecia: VI wiek p.n.e. ~
V wiek p.n.e. ~
IV wiek p.n.e.

lata: 506 p.n.e. «
500 p.n.e. «
499 p.n.e. «
498 p.n.e. «
497 p.n.e. «
496 p.n.e. »
495 p.n.e. »
494 p.n.e. »
493 p.n.e. »
492 p.n.e. »
486 p.n.e.

## Wydarzenia
- Rzymianie pokonali wojska Związku Latyńskiego w bitwie nad jeziorem Regillus

## Urodzili się
- Sofokles, grecki tragik (data sporna lub przybliżona) (zm. 406 p.n.e.).

## Zmarli
- Tarkwiniusz Pyszny, ostatni król Rzymu
- Sun Zi, chiński myśliciel i dowódca wojskowy